# Шусвап
Шусвап (Secwepemc, Secwepemctsín, Shuswap) — язык шусвапов, индейского народа, принадлежащего салишской языковой семье. Распространён на востоке центральной части штата Британская Колумбия (между рекой Фрейзер и горами Роки) в Канаде. Имеет восточный (озёра Кинбаскет и Шусвап) и западный (реки Дидменс-Крик, Камлупс, Каним, Павильон-Бонапарте, Фрейзер, Чу-Чуа) диалекты. Большинство населения на сегодняшний день говорит на английском языке. Также была принята стандартная орфография.
Общество Культурного Образования Secwepemc прилагает усилия по активизации языка через классы на всех уровнях, в том числе через программу языкового погружения (Голла 2007).